# Gegenees

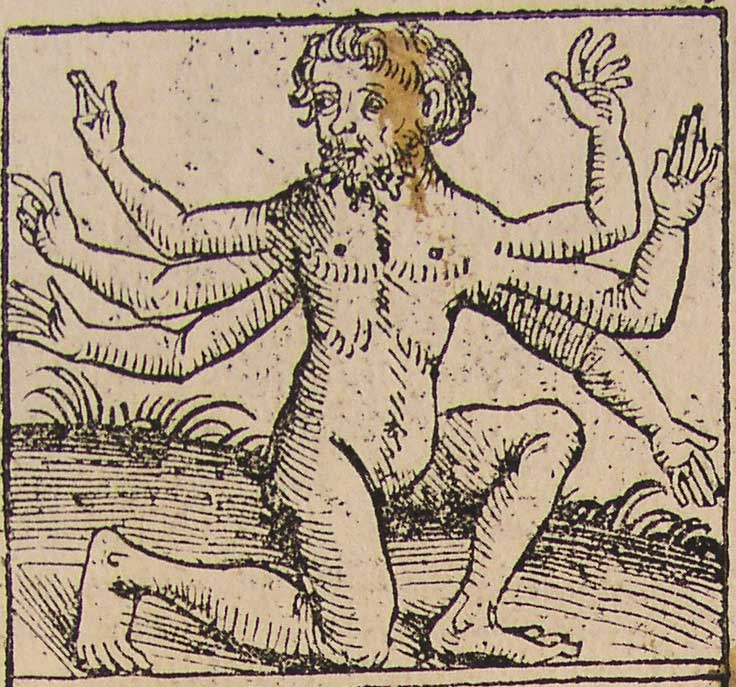
Hombre de seis brazos (ilustración de las Crónicas de Núremberg).

En la mitología griega, los terrígenos, gigantes o gegenees (Γηγενεῖς / Gēgeneís: «nacidos de la tierra»; sing.: Γηγενής / Gēgenḗs) eran una raza de gigantes de seis brazos que habitaban en la misma isla que los doliones de las Argonáuticas de Apolonio. La etimología del nombre es la misma que la de los «gigantes» y la de los «autóctonos», y similar a la de los hombres sembrados.

## Mitología
Jasón y los Argonautas desembarcaron en una isla en la que vivían los terrígenos. Los argonautas lucharon contra ellos e inconscientemente dejaron en la isla a Heracles, que continuó la lucha. Los argonautas regresaron y pudieron ayudar a Heracles.
Cibeles o Rea había exigido la muerte de Cícico en represalia por la de su león sagrado, muerto por él en el monte Díndimo, y estaba ofendida con los argonautas por haber causado aquella carnicería entre sus hermanos los gigantes de seis brazos nacidos de la Tierra. En consecuencia erigieron una imagen a la diosa, tallada por Argos de una cepa antigua, y danzaron plenamente armados en la cima de la montaña. Rea agradeció su devoción e hizo que un manantial —llamado ahora el manantial de Jasón— brotase de unas rocas cercanas.